# Ludovicus Scriptor
Ludovicus scriptor, auch Ludovicus von Wedinghausen, († nach 1236) war Prämonstratenser, Schreiber und wahrscheinlich auch Autor. Er wirkte im Kloster Wedinghausen und im Kloster Rumbeck bei Arnsberg.

## Leben
Ludovicus wird zwischen 1210 und 1236 neunmal in Quellen des Klosters Wedinghausen erwähnt. Im Jahr 1210 urkundete er als Luthevicus capellanus. Damals war er also Kaplan. Im Jahre 1222 nannte er sich Ludewicus scriptor. 1224 erscheint er als Ludowicus canonicus in Wedinchusen. Im Jahr 1229 war er Pfarrer (Plebanus) wahrscheinlich in Arnsberg. Zwischen 1231 und 1236 erscheint er in Urkunden als Zeuge als Prior des Klosters Rumbeck. Im Nekrolog des Klosters Wedinghausen wird er unter dem 20. Oktober als Ludovicus scriptor, Prior in Rumbike, canonicus noster genannt.
In den abschriftlichen Aufzeichnungen des Klosters Bredelar wird im Jahr 1217 ein Priester Ludewicus als ein Bruder des Wedinghausener Propstes Hartmodus beurkundet. Nach diesem von Johann S. Seibertz erfassten Eintrag wurde der familiäre Hof mit 15 Morgen Land in der heutigen Wüstung Thiderikeshusen für die Ordensaufnahme ihrer beiden in Stenhus (wohl Steinhausen bei Büren) ansässigen Brüder Heinricus und Lambertus dem Bredelarer Zisterzienserkloster überschrieben.

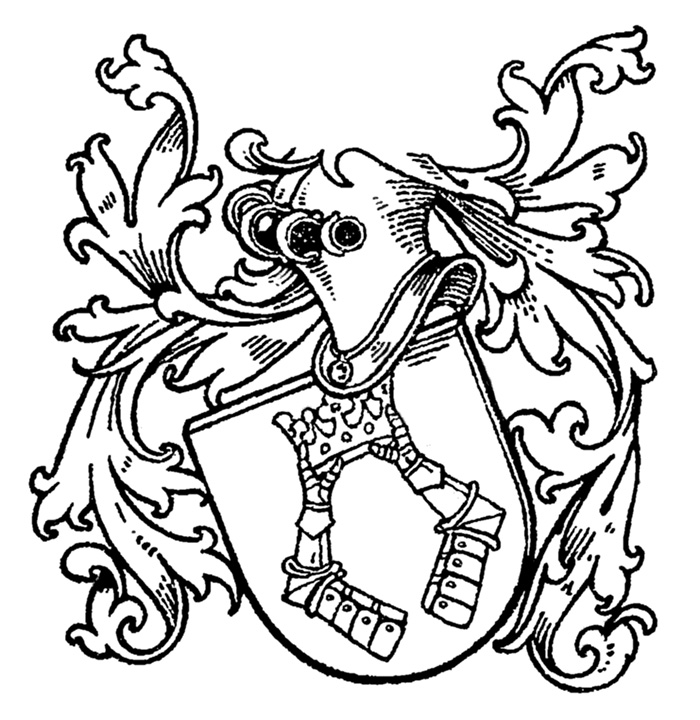
Wappen des Bürener Diederikeshausen, das noch im 14. Jahrhundert als Ministerialensitz diente.

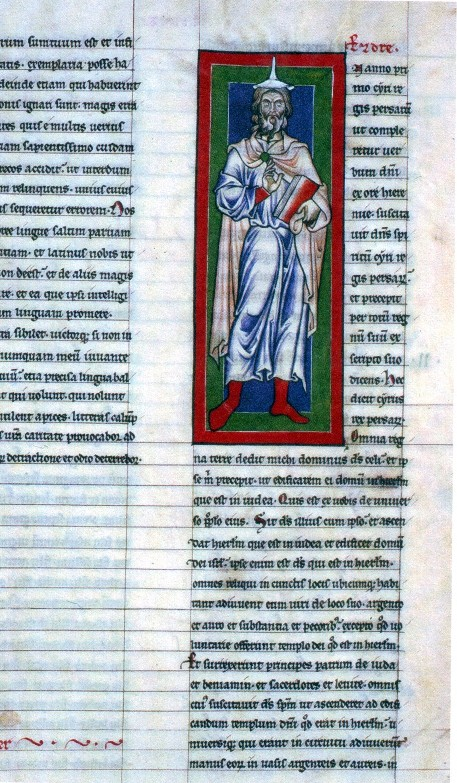
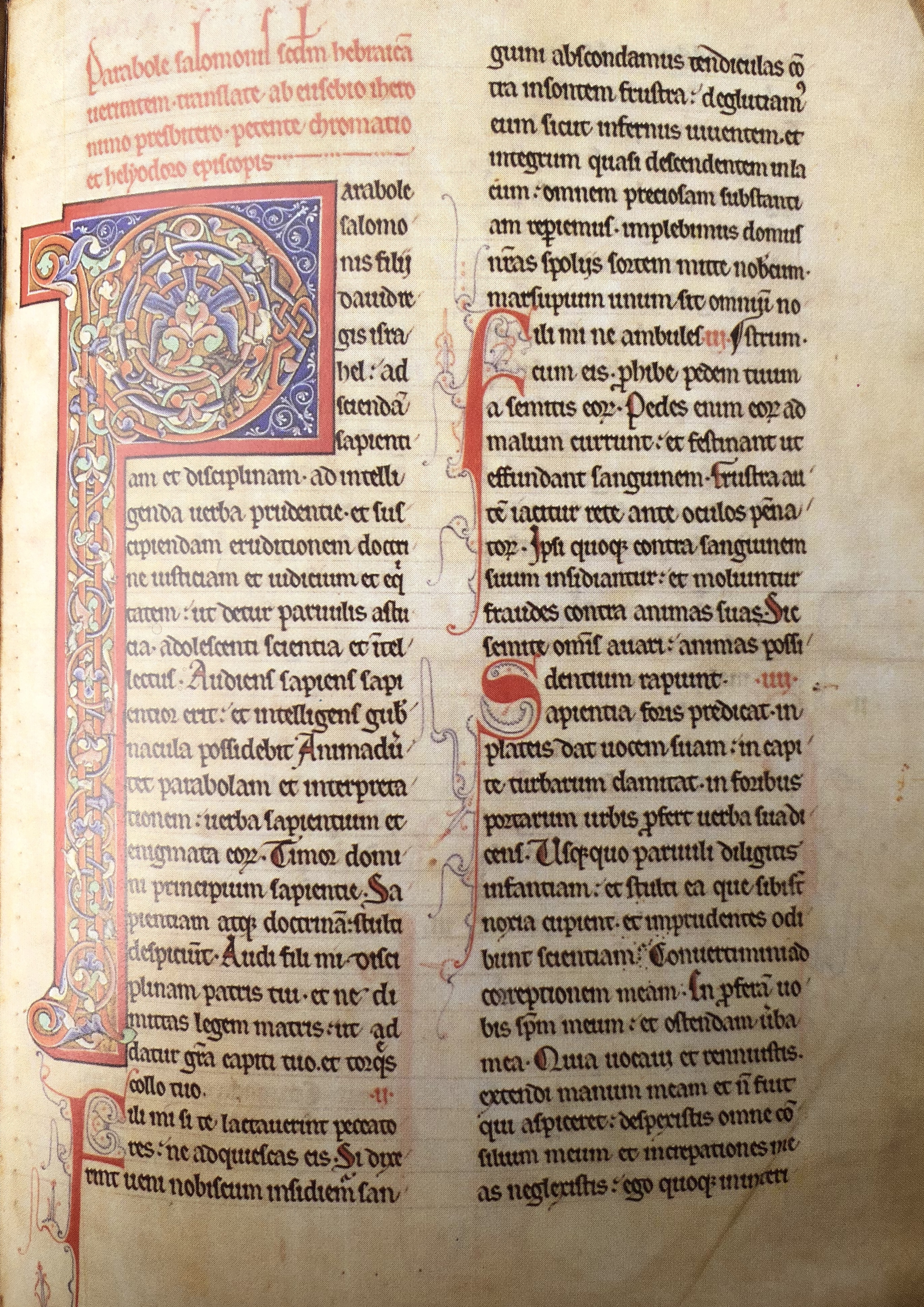
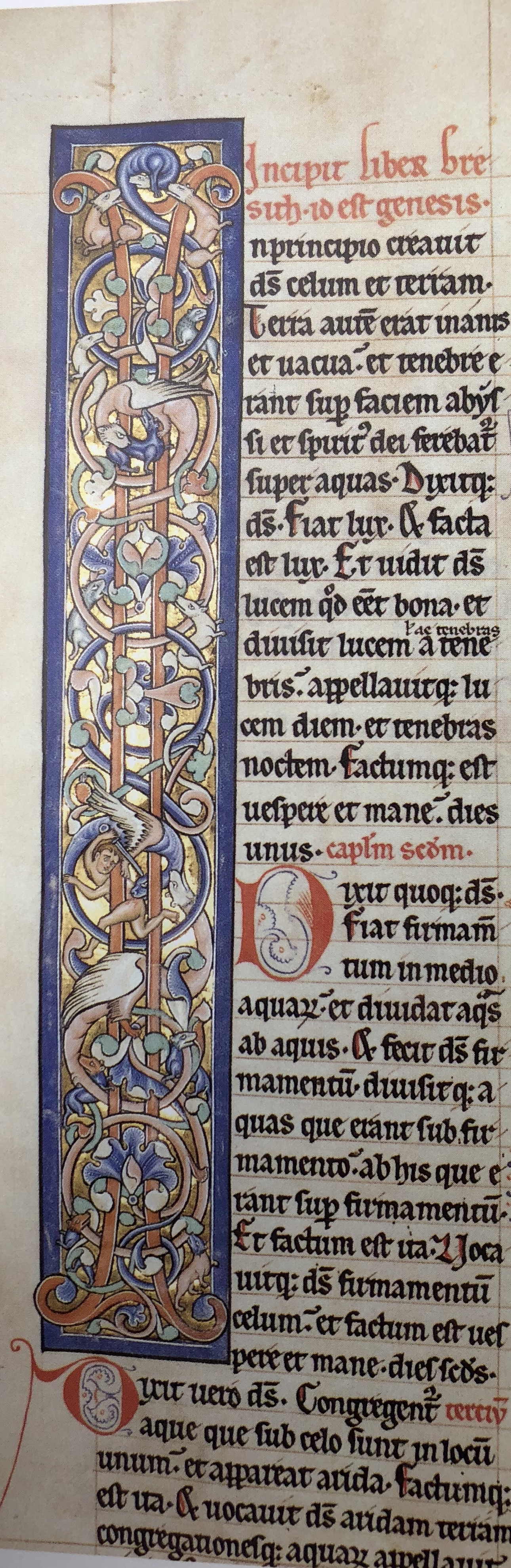
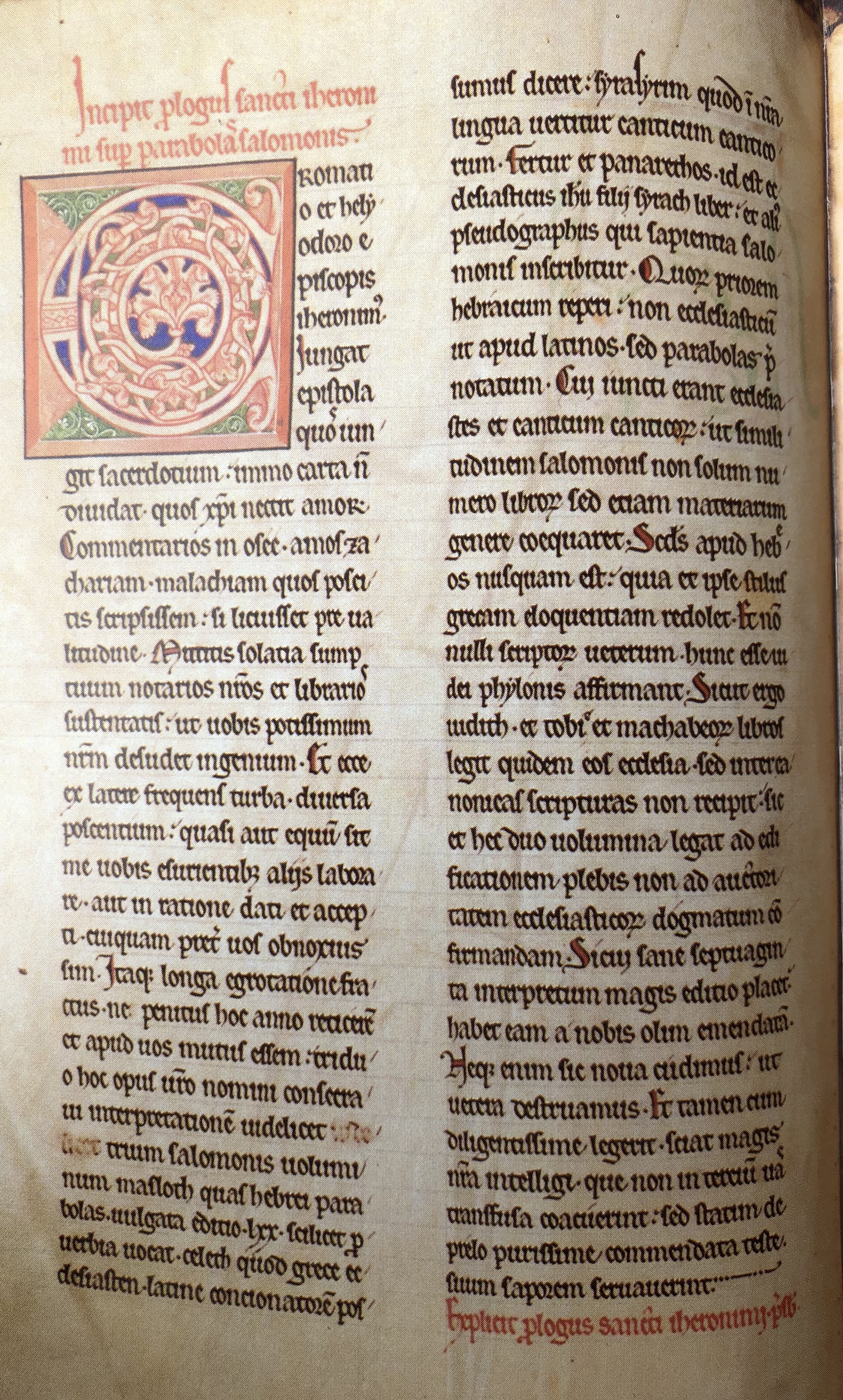

Im Allodienverzeichnis des 1144 gestorbenen Northeimer Grafen Siegfried IV. von Boyneburg wird unter den Lehensverwaltern bzw. Ministerialen bereits ein Lothewicus de Thidericheshusen mit seinen Gütern genannt. In der Gründungsurkunde der Stadt Büren von 1195 wird unter den 32 Ministerialen ein Radobo Lodewicus de Diderikeshusen aufgeführt. Nach den zwischen 1986 und 1988 an der L776 im östlichen Bereich von Steinhausen durchgeführten Bodengrabungen wurde dieses Diderikeshusen am bzw. auf dem Muchtsberg verortet. Archäologische Fundbewertungen ließen hier auf einen Ministerialensitz schließen.

## Werk
Von Ludovicus stammt eine zweibändige Ausgabe des Alten Testaments mit mehr als 60 farbigen Initialen und weiterem Buchschmuck aus der Zeit um 1220. Die Schrift befindet sich heute in der Universitäts- und Landesbibliothek Darmstadt. Es handelt sich um die Handschrift 48 Bd. 1 und 2. Ludovicus nennt sich dabei selbst in der Schlussschrift.
In einer Monographie über gotische Schriften schrieb Karin Schneider: „Gegenüber den wenig älteren rheinischen Codices verwendet dieser Canonicus eine wesentlich modernere, stärker gotisiertere und eng zusammengeschobene Buchschrift. Doppelte neben einfacher Brechung ist in dieser absolut regelmäßig aufrechten Schrift häufig.“
Der Buchschmuck ist von großer Qualität. Es gibt große gerahmte Deckfarbeninitialen auf blauem, rotem oder grünem Grund zu Beginn der Prologe und der einzelnen biblischen Bücher. Sowohl im ersten wie im zweiten Band gibt es eine Initiale auf Goldgrund. Das Rankenwerk der Initialen ist durchsetzt mit Figuren wie Drachen, Tieren oder Menschen. Die Initialen zu Beginn der einzelnen Kapitel sind dagegen bescheidener.
Die Handschrift enthält nur eine figürliche Darstellung. Es handelt sich um eine qualitätsvolle Darstellung des Propheten Ezra. Nach Hermann Knaus’ Urteil über die Darstellung handelt es sich um eine „würdevolle Gestalt mit prophetisch verklärtem Antlitz (...)“ Auch bei diesem Bild „kann man nicht an eine Einzelleistung denken, sondern nur vermuten, dass dieser Pinsel noch mehr Gutes, offenbar verlorenes, geschaffen hat.“
Nicht zum Text der Bibel gehört in der Handschrift ein ganzseitiges Schema aus Versen in Kreuzform. Ein ähnliches Schema findet sich in einer jüngeren dreibändigen Bibel aus dem Kloster Bredelar. Am Ende der Bände der Wedinghauser Bibel findet sich ein Bücherfluch. „Servanti benedictio, tollenti maledictio“ („Wohl dem Bewahrenden, wehe dem Dieb“).
Einige erzählerische Indizien deuten darauf hin, dass die sogenannte Heime-Erzählung in die altnordische Thidrekssaga einfloss. Diese von Roswitha Wisniewski vertretene These wurde verschiedentlich rezipiert, ist aber nicht unbestritten. Nach der Chronik des Klosters Wedinghausen bzw. ihrer geschichtlichen Zeittafel soll zumindest der hier spielende Erzählungsteil von dessen Skriptor Ludovicus verfasst worden sein. Der Arnsberger Philologe Norbert Höing entkräftet allerdings den gegenüber Wisniewskis These vorgebrachten Einwand, dass nach den altisländischen Handschriften Heime eine jedoch schwarze und somit nicht zu den Prämonstratensern passende Kutte erhalten haben soll.